# Енн Джонс
Енн Джонс, (англ. Ann Shirley Jones, також відома як Енн Гейдон-Джонс; нар. 7 жовтня 1938) — колишня англійська настільна тенісистка та тенісистка. Загалом перемогла в 8 турнірах Великого шолома: трьох в одиночному, трьох у парному та двох в змішаному парному розряді.

## Фінали турнірів Великого шолома

### Одиночний розряд: 9 (3–6)
| Результат | Рік  | Турнір               | Покриття | Супротивниця    | Рахунок       |
| --------- | ---- | -------------------- | -------- | --------------- | ------------- |
| Перемога  | 1961 | French Championships | Ґрунт    | Йола Рамірес    | 6–2, 6–1      |
| Поразка   | 1961 | US Championships     | Трава    | Дарлін Гард     | 3–6, 4–6      |
| Поразка   | 1963 | French Championships | Ґрунт    | Леслі Тернер    | 6–2, 3–6, 5–7 |
| Перемога  | 1966 | French Championships | Ґрунт    | Ненсі Річі      | 6–3, 6–1      |
| Поразка   | 1967 | Wimbledon            | Трава    | Біллі Джин Кінг | 3–6, 4–6      |
| Поразка   | 1967 | US Championships     | Трава    | Біллі Джин Кінг | 9–11, 4–6     |
| Поразка   | 1968 | French Championships | Ґрунт    | Ненсі Річі      | 7–5, 4–6, 1–6 |
| Поразка   | 1969 | French Open          | Ґрунт    | Маргарет Корт   | 1–6, 6–4, 3–6 |
| Перемога  | 1969 | Wimbledon            | Трава    | Біллі Джин Кінг | 3–6, 6–3, 6–2 |

### Парний розряд: 6 (3–3)
| Результат | Рік  | Турнір               | Покриття | Партнерка           | Опоненти                       | Рахунок        |
| --------- | ---- | -------------------- | -------- | ------------------- | ------------------------------ | -------------- |
| Поразка   | 1960 | French Championships | Ґрунт    | Патрісія Ворд Гейлз | Марія Буено Дарлін Гард        | 2–6, 5–7       |
| Поразка   | 1960 | US Championships     | Трава    | Дейдра Кетт         | Марія Буено Дарлін Гард        | 1–6, 1–6       |
| Перемога  | 1963 | French Championships | Ґрунт    | Рене Шурман         | Маргарет Корт Робін Ебберн     | 7–5, 6–4       |
| Перемога  | 1968 | French Open          | Ґрунт    | Франсуаз Дюрр       | Розмарі Касалс Біллі Джин Кінг | 7–5, 4–6, 6–4  |
| Поразка   | 1968 | Wimbledon            | Трава    | Фансуаз Дюрр        | Розі Касалс Біллі Джин Кінг    | 11–9, 4–6, 2–6 |
| Перемога  | 1969 | French Open          | Ґрунт    | Фансуаз Дюрр        | Маргарет Корт Ненсі Річі       | 6–0, 4–6, 7–5  |

### Мікст: 5 (1–4)
| Результат | Рік  | Турнір               | Покриття | Партнер         | Опоненти                          | Рахунок                 |
| --------- | ---- | -------------------- | -------- | --------------- | --------------------------------- | ----------------------- |
| Поразка   | 1960 | French Championships | Ґрунт    | Рой Емерсон     | Марія Буено Роберт Гау            | 6–1, 1–6, 2–6           |
| Поразка   | 1962 | Wimbledon            | Трава    | Денніс Ролстрон | Маргарет Осборн Дюпон Ніл Фрейзер | 6–2, 3–6, 11–13         |
| Поразка   | 1966 | French Championships | Ґрунт    | Кларк Гребнер   | Аннетт ван Зіль Фрю Макміллан     | 6–1, 3–6, 2–6           |
| Поразка   | 1967 | French Championships | Ґрунт    | Йон Ціріак      | Біллі Джин Кінг Овен Девідсон     | 3–6, 1–6                |
| Перемога  | 1969 | Wimbledon            | Трава    | Фред Столл      | Джуді Тегарт Тоні Роч             | 6–2, 6–3                |
| Перемога  | 1969 | Australian Open      | Трава    | Фред Столл      | Маргарет Корт Марті Ріссен        | *Титул поділили без гри |

## Виступи у турнірах Великого шолома

### Одиночний розряд
| Турнір                                 | 1956 | 1957 | 1958 | 1959 | 1960 | 1961 | 1962 | 1963 | 1964 | 1965 | 1966 | 1967 | 1968 | 1969 | W–L   |
| -------------------------------------- | ---- | ---- | ---- | ---- | ---- | ---- | ---- | ---- | ---- | ---- | ---- | ---- | ---- | ---- | ----- |
| Відкритий чемпіонат Австралії з тенісу | A    | A    | A    | A    | A    | A    | A    | A    | A    | 2р   | A    | A    | A    | ПФ   | 3–2   |
| Відкритий чемпіонат Франції з тенісу   | A    | ПФ   | ЧФ   | A    | 2р   | W    | ПФ   | F    | A    | ЧФ   | W    | ЧФ   | F    | F    | 44–8  |
| Вімблдонський турнір                   | 2р   | 3р   | ПФ   | ЧФ   | ПФ   | 2р   | ПФ   | ПФ   | ЧФ   | 2р   | ПФ   | F    | ПФ   | W    | 57–13 |
| Відкритий чемпіонат США з тенісу       | A    | ЧФ   | 3р   | ПФ   | ЧФ   | F    | A    | ПФ   | ЧФ   | ЧФ   | A    | F    | ПФ   | A    | 36–10 |

### Парний розряд
| Турнір                                 | 1956 | 1957 | 1958 | 1959 | 1960 | 1961 | 1962 | 1963 | 1964 | 1965 | 1966 | 1967 | 1968 | 1969 | 1970–1974 | 1975 | 1976 | 1977 | W–L   |
| -------------------------------------- | ---- | ---- | ---- | ---- | ---- | ---- | ---- | ---- | ---- | ---- | ---- | ---- | ---- | ---- | --------- | ---- | ---- | ---- | ----- |
| Відкритий чемпіонат Австралії з тенісу | A    | A    | A    | A    | A    | A    | A    | A    | A    | ЧФ   | A    | A    | A    | ПФ   | A         | A    | A    | A    | 4–2   |
| Відкритий чемпіонат Франції з тенісу   | A    | 2р   | ПФ   | A    | F    | ЧФ   | ПФ   | W    | A    | ЧФ   | ПФ   | ЧФ   | W    | W    | A         | A    | A    | A    | 32–7  |
| Вімблдонський турнір                   | 1р   | 3р   | 2р   | ЧФ   | 3р   | 3р   | 2р   | ПФ   | ПФ   | 2р   | ПФ   | ПФ   | F    | 3р   | A         | A    | A    | 3р   | 33–15 |
| Відкритий чемпіонат США з тенісу       | A    | ЧФ   | ПФ   | ПФ   | F    | ЧФ   | A    | ПФ   | A    | A    | A    | A    | ПФ   | A    | A         | 1р   | A    | A    | 17–8  |